# Électron secondaire
 (août 2024).
Si vous disposez d'ouvrages ou d'articles de référence ou si vous connaissez des sites web de qualité traitant du thème abordé ici, merci de compléter l'article en donnant les références utiles à sa vérifiabilité et en les liant à la section « Notes et références ».
Un électron secondaire est un électron arraché à la surface d'un solide au cours d'un processus d'ionisation, lui-même produit par une interaction avec un autre rayonnement appelé alors « rayonnement primaire ». Ce rayonnement primaire peut être constitué d'ions, d'électrons ou de photons dont l'énergie doit être plus grande que le potentiel d'ionisation. 
Le processus par lequel un électron secondaire est généré s'appelle l'émission secondaire.
En microscopie électronique à balayage, la détection d'électrons secondaires est le moyen le plus employé pour former des images permettant de visualiser le relief de l'échantillon. 